# 湯姆·帕克·鮑爾斯
托馬斯·亨利·查爾斯·帕克·鮑爾斯（1974年12月18日—），是英國美食作家和美食評論家。
托马斯·帕克·鮑爾斯是五部食譜的作者，他的作品在2010年獲得食品作家協會2010年度表揚（Guild of Food Writers 2010 award）。他以擔任電視食品節目的來賓為人熟知，並於海外版GQ、君子雜誌以及星期日郵報等媒體刊載餐廳評鑑文章。
他是卡蜜拉王后和安德魯·帕克·鮑爾斯的兒子。查尔斯三世後來成為他的繼父，但他並非英國王室成員。他有一個妹妹，勞拉·洛佩斯，曾就學於伊頓公學和牛津大學伍斯特學院。